# Teymūr Kūh
Teymūr Kūh (persiska: تیمور کوه) är en ort i Iran.   Den ligger i provinsen Gilan, i den nordvästra delen av landet, 260 km nordväst om huvudstaden Teheran. Teymūr Kūh ligger 84 meter över havet och antalet invånare är 212.
Terrängen runt Teymūr Kūh är varierad. Runt Teymūr Kūh är det ganska tätbefolkat, med 124 invånare per kvadratkilometer. Närmaste större samhälle är Fūman, 10,5 km öster om Teymūr Kūh. I omgivningarna runt Teymūr Kūh växer i huvudsak blandskog.